# Dmitri Polianski
Dmitri Andreïevitch Polianski, né le 19 novembre 1986 à Jeleznogorsk, est un triathlète russe, quintuple champion de Russie (2007, 2013, 2014, 2016 et 2017).

## Biographie
Dmitri Polianski est membre de l’équipe nationale élite de Russie. Il remporte en 2009 les championnats d'Europe de triathlon dans la catégorie U23 (espoir). Il se qualifie avec Alexander Bryukhankov et Ivan Vasiliev aux  Jeux olympiques d'été de 2012 à Londres. Il termine l'épreuve à la 21e place avec un temps de 1 h 49 min 24 s.
En 2007, il épouse la triathlète professionnelle russe Anastasiya Yatsenko. Avec son frère Igor Polianski également triathlète professionnel,
ils sont en 2010 et 2011 tous les trois sociétaires du club français Saint Raphael triathlon et participent à ce titre au Grand Prix de triathlon.

## Palmarès
Le tableau présente les résultats les plus significatifs (podium) obtenus sur le circuit national et international de triathlon depuis 2007,.
| Année | Compétition                                  | Pays         | Position           | Temps           |
| ----- | -------------------------------------------- | ------------ | ------------------ | --------------- |
| 2018  | Coupe du monde - l'étape d'Astana            | Kazakhstan   | Médaille d'or      | 1 h 36 min 50 s |
| 2018  | Coupe du monde - l'étape de Karlovy Vary     | Tchéquie     | Médaille d'or      | 1 h 52 min 22 s |
| 2017  | Championnat de Russie                        | Russie       | Médaille d'or      | 1 h 57 min 30 s |
| 2016  | Championnat d'Europe                         | Portugal     | Médaille d'argent  | 1 h 50 min 9 s  |
| 2016  | Coupe du monde - l'étape de Tiszaújváros     | Hongrie      | Médaille d'or      | 0 h 54 min 0 s  |
| 2016  | Championnat de Russie                        | Russie       | Médaille d'or      | 1 h 52 min 37 s |
| 2015  | Coupe d'Europe - l'étape de Sotchi           | Russie       | Médaille d'or      | 1 h 46 min 9 s  |
| 2014  | Championnat d'Europe                         | Autriche     | Médaille d'argent  | 1 h 54 min 35 s |
| 2014  | Coupe d'Europe - l'étape de Madrid           | Espagne      | Médaille d'or      | 1 h 53 min 50 s |
| 2014  | Coupe d'Europe - l'étape de Constanta-Mamaia | Roumanie     | Médaille d'or      | 1 h 51 min 7 s  |
| 2014  | Coupe d'Europe - l'étape de Holten           | Pays-Bas     | Médaille d'or      | 1 h 49 min 54 s |
| 2014  | Championnat de Russie                        | Russie       | Médaille d'or      | 1 h 44 min 30 s |
| 2013  | Coupe d'Europe - l'étape de Penza            | Russie       | Médaille d'or      | 1 h 47 min 39 s |
| 2013  | Championnat de Russie                        | Russie       | Médaille d'or      | 1 h 47 min 39 s |
| 2012  | Championnat du monde - Classement Général    |              | Médaille de bronze |                 |
| 2012  | Coupe du monde - l'étape de Tongyeong        | Corée du Sud | Médaille d'or      | 1 h 48 min 39 s |
| 2012  | Championnats d'Europe en relais par équipes  | Israël       | Médaille d'or      | 1 h 11 min 54 s |
| 2011  | Championnat d'Europe                         | Espagne      | Médaille de bronze | 1 h 49 min 33 s |
| 2011  | Coupe du monde - l'étape de Tongyeong        | Corée du Sud | Médaille d'or      | 1 h 49 min 33 s |
| 2009  | WTS Tongyeong                                | Corée du Sud | Médaille de bronze | 1 h 50 min 29 s |
| 2009  | Coupe du monde - l'étape de Tiszaújváros     | Hongrie      | Médaille d'or      | 1 h 48 min 46 s |
| 2009  | Coupe d'Europe - l'étape de Quarteira        | Pologne      | Médaille d'or      | 1 h 48 min 37 s |
| 2009  | Coupe d'Europe - l'étape de Pontevedra       | Espagne      | Médaille d'or      | 1 h 45 min 12 s |
| 2008  | Coupe d'Europe - l'étape d'Antalya           | Turquie      | Médaille d'or      | 1 h 50 min 36 s |
| 2007  | Championnat de Russie                        | Russie       | Médaille d'or      | Timing          |